# David García Haro
David García Haro (València, 3 de febrer de 1980) és un futbolista valencià, que ocupa la posició de defensa.

## Trajectòria
Comença a jugar al planter del Llevant UE, però en edat juvenil marxa al FC Barcelona. Dins l'entitat blaugrana arriba al Barça B, però només debuta amb el primer equip en un amistós davant la selecció xinesa, a l'abril del 2004. A l'estiu d'eixe mateix any fitxa pel Nàstic de Tarragona. Durant dues temporades és titular a l'equip tarragonès, assolint l'ascens a primera divisió el 2006. A la màxima categoria, el valencià no hi juga tants partits: 16, tot marcant un gol, precisament davant el Llevant UE. Deixa el Nàstic el 2008 per formar amb el Cadis CF, on roman una temporada.